# 임미 오케손

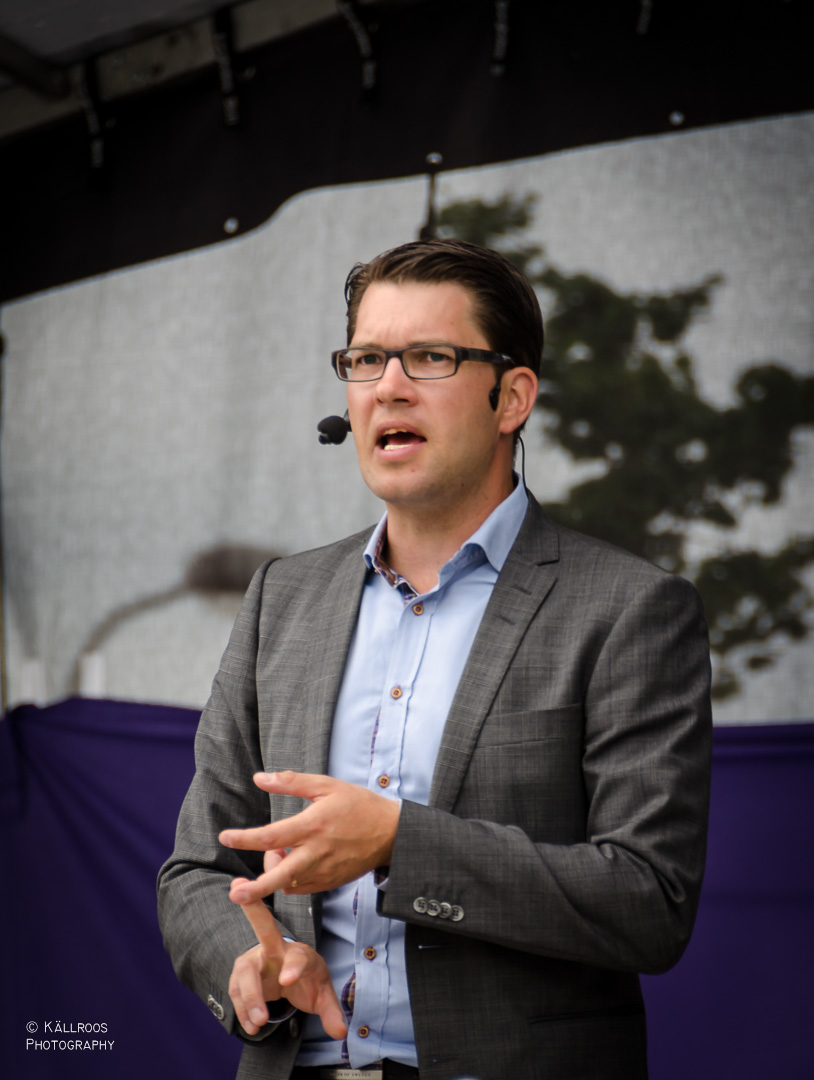
임미 오케손

페르 임미 오케손(스웨덴어: Per Jimmie Åkesson, 1979년 3월 17일 ~) 은 스웨덴의 정치인으로, 민족주의, 사회보수주의, 우익대중주의, 유럽회의주의 정당인 스웨덴 민주당(스웨덴어: Sverigedemokraterna, SD)의 당수로 2010년부터 국회의원이 되었다.

## 참고 자료
- (스웨덴어) 임미 오케손  - 공식 웹사이트